# Безвучни тврди плозив
Безвучни тврди или посталвеоларни плозив јесте сугласник који се користи у малом броју говорних језика, укључујући српски. Симбол у Међународном фонетском алфабету који представља овај звук је углавном /tʃ/, а понекад је и /t͡ʃ/ или /t͜ʃ/.
Историјски гледано, овај звук често потиче од претходног безвучног веларног плозива /k/ (нпр. у српском језику: чоколада; исто у персијскозаливни дијалекат арапског језика, словенски језици, индоирански језици и романски језици), или безвучни надзубни плозив /t/ начином палатализације, посебно поред предњег самогласника  (нпр. у енглеском језику: nature; исто у амхарски, португалски, неки акценти египатског дијалекта арапског језика итд.).

## Карактеристике
Карактеристике безвучног тврдог плозива:
- Артикулација јесте сибилантни африкат, што значи да се производи тако што се прво потпуно заустави проток ваздуха, а затим се језиком усмери на оштру ивицу зуба, изазивајући високофреквентне турбуленције.
- Место артикулације је палато-алвеоларна, односно куполасти (делимично палатализовани) посталвеоларни, што значи да је зглобљен са оштрицом језика иза алвеоларног гребена, а предњи део језика скупљен („куполаст“) на непцу.
- Фонација јесте безвучна, што значи да се производи без вибрација гласних жица. У неким језицима гласне жице су активно одвојене, па је увек безгласно; код других су узице лабаве, тако да могу да поприме глас суседних звукова.
- Уснени је консонант, што значи да ваздух може да изађе само кроз уста.
- Средњи је консонант, што значи да се производи усмеравањем ваздушне струје дуж центра језика, а не у страну.
- Механизам струјања ваздуха јесте пулмонички, што значи да се артикулише гурањем ваздуха искључиво плућима и дијафрагмом, као у већини звукова.

## Појава
| Језик     | Језик                 | Реч             | ИПА         | Значење      | Напомена                                                                                |
| --------- | --------------------- | --------------- | ----------- | ------------ | --------------------------------------------------------------------------------------- |
| Адигејски | Адигејски             | чэмы/čėmy       | [t͡ʃamə]     | ʼкраваʼ      | Неки дијалекти супротстављају лабијализоване и нелабијализоване облике.                 |
| Албански  | Албански              | çelur           | [t͡ʃɛluɾ]    | ʼотвориʼ     |                                                                                         |
| Алеутски  | Акан дијалекат        | chamĝul         | [t͡ʃɑmʁul]   | ʼопратиʼ     |                                                                                         |
| Амхарски  | Амхарски              | አንቺ/anite       | [ant͡ʃi]     | ʼтиʼ         |                                                                                         |
| Арапски   | Палестински дијалекат | مكتبة/maktaba   | [ˈmat͡ʃt̪abe] | ʼбиблиотекаʼ | Одговара [k] у стандардном арапском и другим варијантама. Види фонетику арапског језика |
| Арапски   | Ирачки дијалекат      | چتاب/kitaab     | [t͡ʃɪˈt̪ɑːb]  | ʼкњигаʼ      | Одговара [k] у стандардном арапском и другим варијантама. Види фонетику арапског језика |
| Арапски   | Јордански дијалекат   | كتاب/kitaab     | [t͡ʃɪˈt̪aːb]  | ʼкњигаʼ      | Одговара [k] у стандардном арапском и другим варијантама. Види фонетику арапског језика |
| Јерменски | Источни дијалекат     | ճնճղուկ/č̣nč̣ġowk | [t͡ʃənt͡ʃʁuk] | ʼврабацʼ     |                                                                                         |